# Plebicula zhicharevi
Plebicula zhicharevi är en fjärilsart som beskrevs av Obraztsov 1936. Plebicula zhicharevi ingår i släktet Plebicula och familjen juvelvingar. Inga underarter finns listade i Catalogue of Life.